# Escolar
Der Escolar (Lepidocybium flavobrunneum), auch Escolar-Schlangenmakrele oder Buttermakrele genannt, ist ein großer Raubfisch mittlerer Tiefen (ca. 200 bis 1100 m) aus der Familie der Schlangenmakrelen (Gempylidae). Er ist die einzige Art der damit monotypischen Gattung Lepidocybium.

## Etymologie
Den Namen Escolar, spanisch für ‚Schüler‘, ‚Student‘ trägt Lepidocybium flavobrunneum wegen der dunklen Ringe um die Augen, die an eine Brille erinnern. Der wissenschaftliche Name besagt „gelbbrauner Schuppen-Thunfisch“ (Artzusatz von lateinisch flavus ‚gelb‘; Mittellatein brunneus ‚braun‘; altgriechisch λεπίς lepís, lepidis = ‚Schuppe', κύβιον cybium, deutsch ‚Würfelchen‘ [von κυβός ‚Würfel‘: weil das Fleisch in würfelförmige Stücke geschnitten eingesalzen wurde] = πηλαμύς ‚Thunfisch‘) (Pape 1880).

## Beschreibung
Der Fisch erreicht gewöhnlich eine Standardlänge von bis zu 1,5 m, maximal 2 m  und wird bis 45 kg schwer. Er ist schlank-torpedoförmig und nur wenig seitlich abgeflacht. Der Rumpf ist von sehr kleinen Cycloidschuppen bedeckt, jede ist von einem Netz aus Röhrchen mit Poren umgeben. Die größte Rumpfhöhe liegt bei etwas mehr als einem Viertel der Standardlänge. Die Färbung ist anfangs fast vollständig braun und wird später immer dunkler, fast schwarz.
Die einfache Seitenlinie zeigt einen sehr kurvigen Verlauf, ihre Poren werden zusätzlich durch speziell geformte Schuppen abgeschirmt. Die großen Augen werden von einem schwarzen Ring umfasst und „leuchten“ grünlich durch Reflexion wie bei der Katze. Sie sind nicht „hochoval“, wie mitunter behauptet, sondern der gelandete Fisch dreht sie zum Schutz vor Verletzung einwärts. Das Maul ist groß – das Maxillare überdeckt distal das Prämaxillare; der Unterkiefer ragt etwas vor. Die Bezahnung ähnelt der der Thunfische, oft aber gibt es vorne zwei Paar größerer Hundszähne. Der Vomer und das Palatinum sind fein bezahnt. Die Wirbelsäule besteht aus 29 bis 31 Wirbeln.
Die erste Rückenflosse mit Stachelstrahlen ist sehr niedrig und von der zweiten mit Weichstrahlen deutlich getrennt. Dahinter folgen 4 bis 6 Flössel (Finlets). Die Bauchflossen sind gut entwickelt. Die Schwanzflosse ist hoch aber eher klein. Der Fisch schwimmt carangiform (nicht anguilliform): dafür sprechen schon die großen Kiele an seiner Schwanzwurzel. Der Schwanzkiel jederseits wird oben und unten von kleineren Kielen begleitet.
- Flossenformel: Dorsale VIII-IX/16-18, Anale I-II/12-14, Pectorale (kurz) 15-16, Ventrale I/5.[3]

## Vorkommen und Lebensweise
Der Escolar lebt in allen Meeren außer den polaren, besonders an Kontinentalabhängen. Doch ist er anscheinend nicht überall gleich häufig. Im Nordwest-Atlantik, Nordost-Pazifik und nördlichen Indischen Ozean scheint er zu fehlen. Häufiger ist er z. B. an den Küsten Japans, der südlichen Ostküste der USA und um Australien. Gelegentlich fängt man ihn noch vor Nordnorwegen, um Island, vor Südchile; im Mittelmeer nur an der Küste Spaniens und des Maghreb (bis Sizilien). Eier und Larven finden sich im durchlichteten Pelagial, Jungfische kommen nachts herauf, selbst große Individuen schwimmen, hauptsächlich nachts, manchmal oberflächennahe. Dabei scheinen ihnen größere Temperaturunterschiede wenig auszumachen. Die Nahrung besteht aus Fischen (u. a. Seebrassen, Goldmakrelen, Makrelen und kleine Thunfische, Sensenfische), Tintenfischen und freischwimmenden Krebsen.

## Systematik
Die Fischart wurde 1843 durch den britischen Zoologen Andrew Smith unter der Bezeichnung Cybium flavobrunneum erstmals wissenschaftlich beschrieben. 1862 führte der US-amerikanische Ichthyologe Theodore Nicholas Gill die Gattung Lepidocybium für die Art ein, die seitdem monotypisch geblieben ist. Lepidocybium flavobrunneum weicht morphologisch so stark von anderen Schlangenmakrelen ab, dass der amerikanische Ichthyologe G. David Johnson 1986 für sie eine eigenständige, monotypische Unterfamilie einführte, die Lepidocybinae. Auch molekulargenetische Daten deuten darauf hin, dass die Art eine systematisch eher isolierte Stellung hat, möglicherweise als Schwestergruppe einer Klade von Schlangenmakrelen (Gempylidae) und Haarschwänzen (Trichiuridae).

## „Butterfisch“ und „White Tuna“

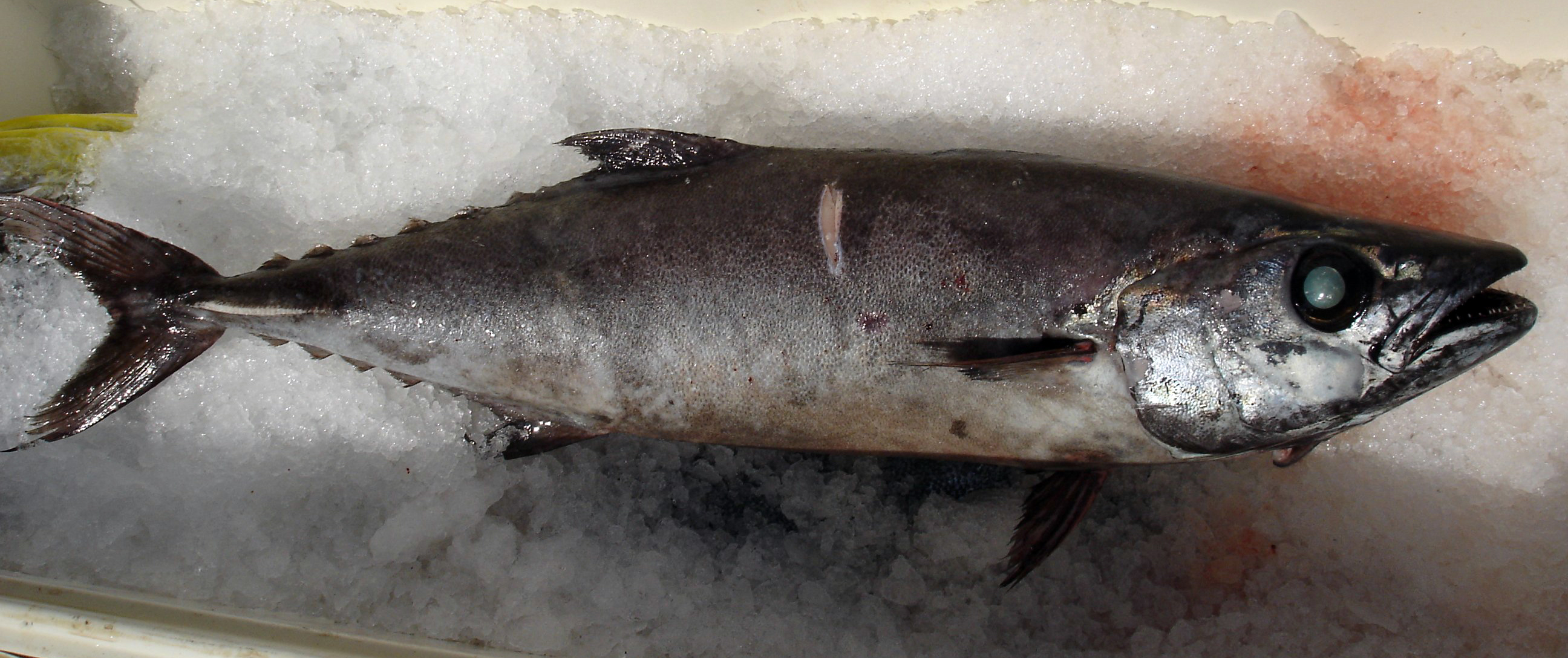
Escolar im Verkauf

Der wohlschmeckende Escolar wird öfter an Thunfisch-Langleinen gefangen. Die Bezeichnung „Butterfisch“ soll auf Konserven wie auf Speisekarten oder in Märkten einladend klingen. Mit den kleinen Butterfischen (Pholidae) hat er nichts zu tun. Untersuchungen aus den USA zeigten, dass die meisten als White Tuna verkauften Proben tatsächlich das Fleisch des Escolar enthielten. Auf Kuba heißt er „Petroleumfisch“ (petroleo), da er wie der Ölfisch (Ruvettus pretiosus) und der Königs-Escolar (Rexea solandri) im Fleisch eine Menge einwertiger Wachs- bzw. Fettsäureester enthält. Diese für den Fisch unverwertbaren Ester nimmt er mit seiner Nahrung auf, kann jedoch damit sein spezifisches Gewicht so weit herabsetzen, dass er – ohne Aufwand, Skelett-Reduktion oder Schwimmblase – im Wasser schweben kann. Diese Ester kann er auch selbst erzeugen.
Beim Verzehr, insbesondere größerer Mengen (die Angaben schwanken von etwa 60 bis 170 g), können diese wachsähnlichen Lipide Durchfall (Keriorrhoe) erzeugen, der oft an orangefarbenen öligen Rückständen im Toilettenbecken erkennbar ist. Seltener treten Bauchkrämpfe, Kopfschmerzen und Erbrechen auf, eine schädigende Wirkung haben die Wachs-Ester offenbar nicht. Gesundheitsbehörden in den USA und der EU warnen jedoch davor. In Japan ist der Fisch trotz Verbot beliebt („aburasokomutsu“). Auch in Deutschland ist er durch die Zubereitung zu Sushi bekannt, muss aber beim Verkauf gekennzeichnet werden. Zudem gibt es seitens des BfR eine Stellungnahme vom 2. November 2009, die auf das Risiko möglicher Gesundheitsbeinträchtigungen hinweist.
Gelegentlich wird auf den Quecksilbergehalt des Fleisches hingewiesen, der jedoch vergleichbar dem von anderen marinen Spitzen-Prädatoren wie den Thunfischen ist. Die Wachse machen fast 90 % der ca. 20–25 % Lipide des Gewichts aus und könnten in der Kosmetik-Industrie und Medizin als Walrat-Ersatz Verwendung finden.

## Einzelbelege
1. ↑  CommonNamesList bei www.fishbase.org (abgerufen am 19. Dezember 2023)
2. ↑  What does Lepidocybium flavobrunneum mean? bei www.audioenglish.net (englisch, abgerufen am 3. Oktober 2009).
3. 1 2 3 4 5 6  I. Nakamura und N. V. Parin: Snake mackerels and cutlassfishes of the world (Families Gempylidae and Trichiuridae). An annotated and illustrated catalogue of the snake mackerels, snoeks, escolars, gemfishes, sackfishes, domine, oilfish, cutlassfishes. FAO species catalogue. Nr. 125, Band 15. (1993), ISBN 92-5-103124-X, S. 29 u. 30. (Online)
4. ↑  A. Smith (1843): Pisces in Illustrations of the zoology of South Africa; consisting chiefly of figures and descriptions of the objects of natural history collected during an expedition into the interior of South Africa in 1834–36. V. 4: 77
5. ↑  Lepidocybium im Catalog of Fishes (englisch)
6. ↑  G. David Johnson (1986): Scombroid Phylogeny – an Alternative Hypothesis. Bulletin of Marine Science. 39 (1):1–41. PDF
7. ↑  Amnuay Jondeung & Wirangrong Karinthanyakit: The complete mitochondrial DNA sequence of the short mackerel (Rastrelliger brachysoma ), and its phylogenetic position within Scombroidei, Perciformes. Mitochondrial DNA 21(2):36-47, DOI: 10.3109/19401731003622529
8. ↑  Thomas J. Near, Christine E. Thacker: Phylogenetic classification of living and fossil ray-finned fishes (Actinopterygii). Bulletin of the Peabody Museum of Natural History. 65 (1); 3-302. DOI: 10.3374/014.065.0101
9. ↑  Kimberly Warner, Walker Timme, Beth Lowell, Michael Hirshfield (2013): Oceana Study Reveals Seafood Fraud Nationwide. "Oceana, an ocean preservation organization, tested over 114 samples of tuna, and found that 84 % of the white tuna samples were actually escolar." (Online)
10. ↑  P. Berman, E. H. Harley, A. A. Spark: Keriorrhoea – the passage of oil per rectum – after ingestion of marine wax esters. In: South African Medical Journal. Bd. 59, Nr. 22, 1981, ISSN 0256-9574, S. 791–792, (Digitalisat (PDF; 1,5 MB)). – Daher auch die engl. Namen castor- or ricinus-oil fish.- κηρός „Wachs“
11. ↑  Gesundheitsbeeinträchtigungen durch Buttermakrelen beim Bundesinstitut für Risikobewertung (abgerufen am 3. Oktober 2009; PDF-Datei; 44 kB).
12. ↑  food industry fact sheet (Memento vom 3. Juli 2008 im Internet Archive)
13. ↑  K. A. Feldman, S. B. Werner, S. Cronan, M. Hernandez, A. R. Horvath, C. S. Lea, A. M. Au, D. J. Vugia: A large outbreak of scombroid fish poisoning associated with eating escolar fish (Lepidocybium flavobrunneum). In: Epidemiology and Infection. Bd. 133, Nr. 1, 2005, ISSN 0950-2688, S. 29–33, doi:10.1017/S095026880400322X.
14. ↑  www.gesetze-im-internet.de (abgerufen am 22. Juni 2012)
15. ↑  Gesundheitsbeeinträchtigungen durch den Verzehr von Buttermakrelen. In: Bundesinstitut für Risikobewertung. Bundesinstitut für Risikobewertung, November 2009, abgerufen am 4. November 2018.